# Edin Løvås
Edin Løvås (født 26. november 1920 i Kristiania, død 1. november 2014 i Halden) var grundlægger af retreatbevægelsen og en kristen forkynder og forfatter. Han er kendt som retreatbevægelsens «far» i Norge. Løvås var aktiv i den norske modstandsbevægelse under den tyske besættelse af Norge (1940-45).